# Sinopesa chinensis
Ne doit pas être confondu avec Sinopesa sinensis.
Espèce
Synonymes
- Brachythele chinensis  Kulczyński, 1901
- Raveniola chinensis (Kulczyński, 1901)

Sinopesa chinensis est une espèce d'araignées mygalomorphes de la famille des Nemesiidae.

## Distribution
Cette espèce est endémique du Shaanxi en Chine,.

## Description
La femelle holotype mesure 12,5 mm.

## Systématique et taxinomie
Cette espèce a été décrite sous le protonyme Brachythele chinensis  par Kulczyński en 1901. Elle est placée dans le genre Raveniola par Zonstein en 1987 puis dans le genre Sinopesa par Zonstein et Marusik en 2012.

## Étymologie
Son nom d'espèce, composé de chin[a] et du suffixe latin -ensis, « qui vit dans, qui habite », lui a été donné en référence au lieu de sa découverte, la Chine.

## Publication originale
- Kulczyński, 1901 : Arachnoidea. Zoologische Ergebnisse der dritten asiatischen Forschungsreise des Grafen Eugen Zichy. Budapest, vol. 2, p. 311-369.